# Angela Maurer
Pour les articles homonymes, voir Maurer.
Angela Maurer (née le 27 juin 1975 à Wiesbaden) est une nageuse allemande, spécialiste des épreuves de nage en eau libre.
Elle pratique son sport au club de natation SSV Undine 08 à Mayence.
Elle est mariée au nageur russe Nikolay Yevseyev.

## Palmarès

### Jeux olympiques
- 4e en 10 km en eau libre en 2008 à Pékin

### Championnats du monde
- Médaille d'or en 25 km aux Championnats du monde de nage en eau libre 2006 à Naples
- Médaille d'or en 25 km aux Championnats du monde de natation 2009 à Rome
- Médaille d'argent en 25 km aux Championnats du monde de natation 2013 à Barcelone
- Médaille d'argent en 25 km aux Championnats du monde de natation 2011 à Shanghai
- Médaille d'argent en 10 km aux Championnats du monde de natation 2003 à Barcelone
- Médaille d'argent en 25 km aux Championnats du monde de nage en eau libre 2002 à Charm el-Cheikh
- Médaille de bronze en 25 km aux Championnats du monde de nage en eau libre 2000 à Honolulu
- Médaille de bronze en 25 km aux Championnats du monde de natation 2001 à Fukuoka
- Médaille de bronze en 10 km aux Championnats du monde de nage en eau libre 2002 à Charm el-Cheikh
- Médaille de bronze en 25 km aux Championnats du monde de natation 2003 à Barcelone
- Médaille de bronze en 10 km aux Championnats du monde de natation 2013 à Barcelone

### Championnats d'Europe
- Médaille d'or en 10 km aux Championnats d'Europe de natation 2006 à Budapest
- Médaille d'or en 25 km aux Championnats d'Europe de natation 2006 à Budapest
- Médaille d'argent en 25 km aux Championnats d'Europe de natation 1999 à Istanbul
- Médaille d'argent en 10 km aux Championnats d'Europe de natation 2002 à Berlin
- Médaille d'argent en 10 km aux Championnats d'Europe de nage en eau libre 2012 à Piombino
- Médaille de bronze en 10 km aux Championnats d'Europe de natation 2004 à Madrid
- Médaille de bronze en 10 km aux Championnats d'Europe de natation 2010 à Budapest
- Médaille de bronze en 5 km par équipe mixte aux Championnats d'Europe de nage en eau libre 2012 à Piombino